# Río Muymanu
Der Río Muymanu ist ein etwa 270 km langer rechter Nebenfluss des Río Tahuamanu in Peru und Bolivien.

## Flusslauf
Der Río Muymanu entspringt in einem Höhenrücken im Amazonastiefland auf einer Höhe von etwa 400 m. Das Quellgebiet liegt an der Grenze der Distrikte Iñapari und Tahuamanu in der peruanischen Provinz Tahuamanu. Der Río Muymanu fließt anfangs in überwiegend ostsüdöstlicher Richtung. Er weist auf seiner gesamten Länge ein stark mäandrierendes Verhalten auf. Zwischen den Flusskilometern 230 und 120 bildet er die Grenze zwischen den Distrikten Iberia (im Norden) und Tahuamanu (im Süden). Anschließend durchquert er den Distrikt Tahuamanu in östlicher Richtung. Bei Flusskilometer 65 kreuzt die Nationalstraße 30C nördlich der Gemeinde Alerta den Fluss. Bei Flusskilometer 44 überquert der Fluss die bolivianische Grenze. Nun wendet sich der Río Muymanu in Richtung Nordosten und auf seinen letzten 30 Kilometern in Richtung Nordnordost. Der Río Muymanu mündet schließlich auf einer Höhe von etwa 240 m in den nach Osten fließenden Río Tahuamanu. Der Flusslauf durchquert hauptsächlich tropischen Regenwald und weist keine größeren Nebenflüsse auf.

## Einzugsgebiet
Der Río Muymanu entwässert ein Areal von etwa 2100 km², davon etwa 320 km² in Bolivien. Das Einzugsgebiet des Río Muymanu grenzt im Süden an das des Río Manuripe, im Norden an das des oberstrom gelegenen Río Tahuamanu.